# Gabriel Serra Argüello
Gabriel Gilberto Serra Argüello (geboren am 5. Juli 1984 in Managua) ist ein nicaraguanischer Regisseur und Kameramann.
Serra Argüello wuchs in Managua auf und studierte zunächst Kommunikation mit Spezialisierung auf Radio und Fernsehen. Er arbeitete daraufhin in einem Studio, namens Erimotion, wo er unter anderem Werbespots und Dokumentationen schnitt. Später entschied er sich Kamera am Centro de Capacitación Cinematográfica (CCC) in Mexiko-Stadt zu studieren, wo auch sein 2015 oscarnominierter Dokumentarfilm The Reaper (La parka) in einem Dokumentar-Workshop entstand. Er ist der erste Nicaraguaner, der mit einem Film für einen Oscar nominiert wurde. Sein Film handelt von dem Schlachter Efraín, genannt La Parka.